# Verviers
Verviers je belgické město ve Valonském regionu v provincii Lutych.

## Obyvatelstvo
V roce 2010 zde žilo 55 253 obyvatel.

## Městské části
Od 1. ledna 1977 město Verviers sestává z těchto částí (bývalých obcí):
- Verviers
- Ensival
- Lambermont
- Petit-Rechain
- Stembert
- Heusy

## Historie
Od patnáctého století bylo město proslulé díky soukenictví a patřilo mezi nejdůležitější města (Bonnes Villes) Lutyšského knížecího biskupství. Roku 1799 se zde usadil anglický podnikatel William Cockerill a instaloval v místní továrně první evropský stroj na spřádání vlny. Verviers se stal centrem textilního průmyslu, vzrostl počet obyvatel a vznikla tramvajová doprava i veřejné osvětlení. Po druhé světové válce nastal úpadek průmyslu. Nové pracovní příležitosti přinesla pobočka firmy Lonza Biosciences, zprovozněná v roce 1991.
K památkám patří kostely Notre-Dame-des-Récollets a Saint-Antoine et Saint-Hubert, radnice a městské divadlo, nachází se zde textilní muzeum. Díky četným fontánám je Verviers nazýván valonskou vodní metropolí (Capitale wallonne de l'eau). Protéká jím řeka Vesdre a nedaleko města se nachází nejstarší belgická přehrada Barrage de la Gileppe.

## Osobnosti města
- Henri Vieuxtemps (1820–1881), hudební skladatel
- Guillaume Lekeu (1870–1894), hudební skladatel
- Dominique Monami (* 1973), tenistka
- Jean-Marie Klinkenberg (* 1944), lingvista

## Partnerská města
- Arles, Francie
- Bradford, Anglie, Spojené království
- La Motte-Chalencon, Francie
- Mönchengladbach, Severní Porýní-Vestfálsko, Německo
- Roubaix, Francie